# Episodi di Les Mystères de l'amour (sedicesima stagione)
La sedicesima stagione della serie televisiva Les Mystères de l'amour è andata in onda in Francia dal 14 ottobre 2017  all'11 febbraio 2018 sul canale Telemontecarlo.
In Italia è inedita.
| nº | Titolo originale                       | Titolo italiano | Prima TV Francia | Prima TV Italia |
| -- | -------------------------------------- | --------------- | ---------------- | --------------- |
| 1  | Nashville blues                        |                 | 14 ottobre 2017  |                 |
| 2  | L’amour pour seul bagage               |                 | 15 ottobre 2017  |                 |
| 3  | Arrivées et départs                    |                 | 21 ottobre 2017  |                 |
| 4  | Pris aux pièges                        |                 | 22 ottobre 2017  |                 |
| 5  | Surprenants aveux                      |                 | 28 ottobre 2017  |                 |
| 6  | L’étau se resserre                     |                 | 29 ottobre 2017  |                 |
| 7  | Pièges insolubles                      |                 | 4 novembre 2017  |                 |
| 8  | Retour de bâton                        |                 | 5 novembre 2017  |                 |
| 9  | Triste départ                          |                 | 11 novembre 2017 |                 |
| 10 | Une simple prière                      |                 | 12 novembre 2017 |                 |
| 11 | Court répit                            |                 | 18 novembre 2017 |                 |
| 12 | Entre la vie et l’amour                |                 | 19 novembre 2017 |                 |
| 13 | Surprenant retour                      |                 | 25 novembre 2017 |                 |
| 14 | Prière d’aimer                         |                 | 26 novembre 2017 |                 |
| 15 | Par élimination                        |                 | 2 dicembre 2017  |                 |
| 16 | Religieusement vôtre                   |                 | 3 dicembre 2017  |                 |
| 17 | L’esprit du mal                        |                 | 9 dicembre 2017  |                 |
| 18 | La tête retournée                      |                 | 10 dicembre 2017 |                 |
| 19 | Rencontres accidentelles               |                 | 16 dicembre 2017 |                 |
| 20 | Recherche être cher                    |                 | 17 dicembre 2017 |                 |
| 21 | Les Mystères de Noël : Première partie |                 | 17 dicembre 2017 |                 |
| 22 | Les Mystères de Noël : Deuxième partie |                 | 17 dicembre 2017 |                 |
| 23 | Retours en série                       |                 | 7 gennaio 2018   |                 |
| 24 | Surprises en série                     |                 | 14 gennaio 2018  |                 |
| 25 | Flagrants délires                      |                 | 21 gennaio 2018  |                 |
| 26 | Très fâchée                            |                 | 28 gennaio 2018  |                 |
| 27 | La vengeance aux yeux noisettes        |                 | 4 febbraio 2018  |                 |
| 28 | Points de rupture                      |                 | 11 febbraio 2018 |                 |